# Protodrilus leuckarti
Protodrilus leuckarti är en ringmaskart som beskrevs av Berthold Hatschek 1882. Protodrilus leuckarti ingår i släktet Protodrilus och familjen Protodrilidae. Inga underarter finns listade i Catalogue of Life.